# Héron flûte-du-soleil
Syrigma sibilatrix
Genre
Espèce
Statut de conservation UICN

 LC  : Préoccupation mineure
Le Héron flûte-du-soleil (Syrigma sibilatrix) est une espèce d'oiseau de la famille des ardéidés qui se retrouve en Amérique du Sud. C'est la seule espèce du genre Syrigma (une espèce fossile a également été trouvée, †Syrigma sanctimartini).

## Description

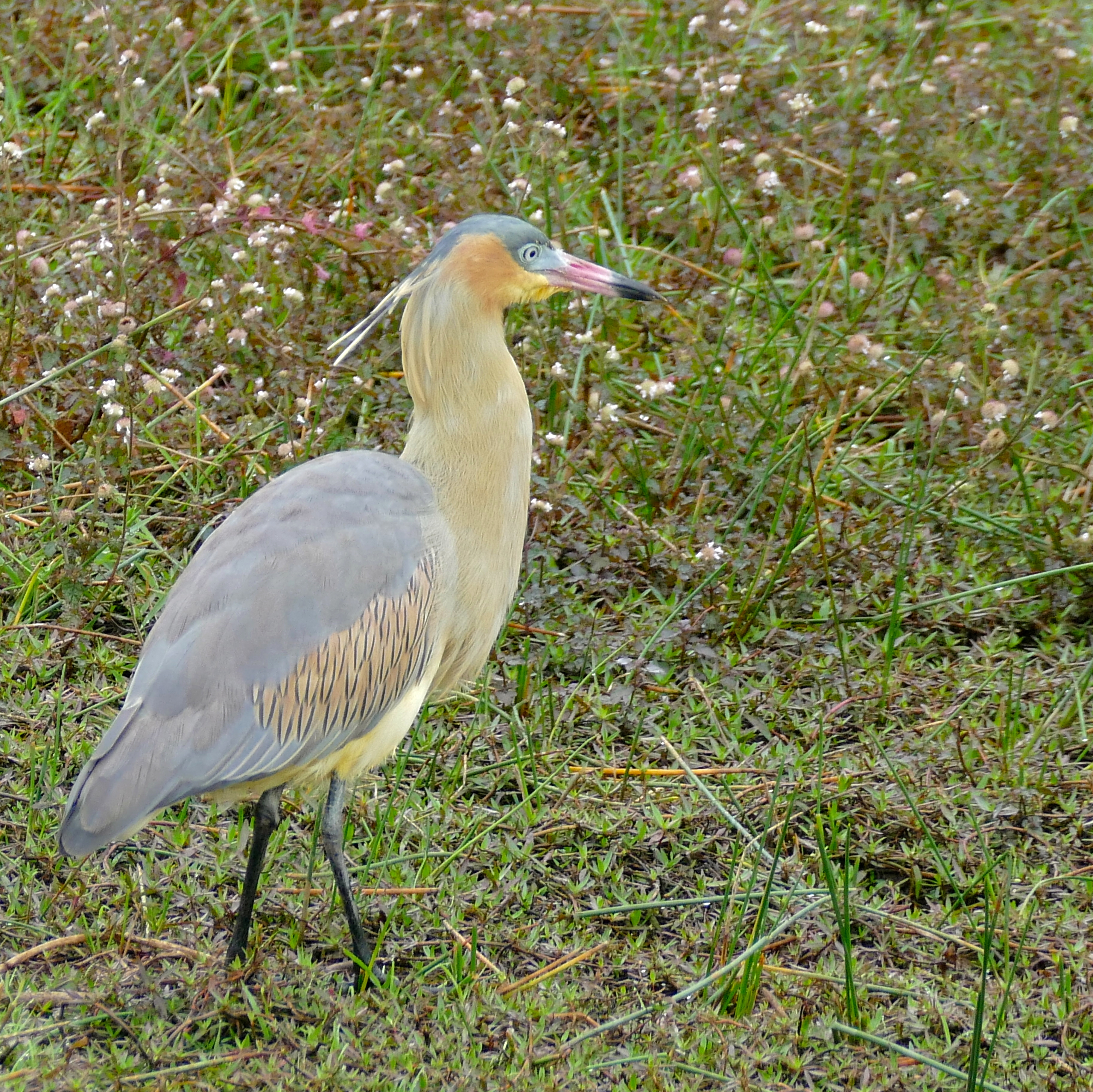
Héron flûte-du-soleil (Mato Grosso, Brésil)

Le Héron flûte-du-soleil est un oiseau gris d'une hauteur de 53 à 61 cm avec un cou de couleur paille. Il est bleu-gris sur le dos et les ailes. Il est jaune primevère sur la croupe, la poitrine, le ventre et les flancs. Les parties médianes et inférieures des ailes sont de couleur cannelle et la partie médiane est striée de noir. La couronne est noire avec de longues plumes étroites, rigides et courbées. Le ventre, les côtés et la queue sont blancs. Le long bec mince est rose ou rouge avec la pointe noirâtre. Les lores sont bleus à violacés à la base du bec. L'iris est jaune pâle. Les jambes sont d'un noir verdâtre. Il n'existe pas de dimorphisme sexuel.
Parmi les deux sous-espèces reconnues, Syrigma sibilatrix sibilatrix a une couronne très noire, une couverture alaire rose-cannelle et un cou olive pâle. Syrigma sibilatrix fostersmithi est plus petit mais avec un plus long bec. Son cou, sa poitrine et la partie supérieure des ailes sont de couleur miel au lieu de cannelle et les ailes sont moins striées. La couronne est plutôt de couleur ardoise.
Syrigma sibilatrix se distingue des autres hérons par son col jaune sur un corps gris. Aucune autre espèce n'est semblable.

## Écologie et comportement

### Alimentation
Ce héron pêche ou chasse à l'affut ou en marchant. Il se nourrit d'invertébrés (insectes, larves de libellules, vers de terre, araignées), ou de petits vertébrés (grenouilles, petits reptiles comme des lézards, anguilles, etc.). 

### Nidification
Il niche en solitaire ou en petites colonies lâches. Le nid est situé dans un arbre parvenu à maturité - souvent un Araucaria - généralement dans de petits boisés. Les œufs sont au nombre de 3 à 4.

## Répartition et sous-espèces

résident permanent
non nicheur

L'aire de répartition de ce héron est a priori restreinte à l'Amérique du Sud, mais il a été cependant récemment observé au Costa Rica.
D'après la classification de référence (version 14.1, 2024) de l'Union internationale des ornithologues, le Héron flûte-du-soleil possède 2 sous-espèces (ordre philogénique) :
- Syrigma sibilatrix fostersmithi Friedmann, 1949 : Venezuela et Colombie ;
- Syrigma sibilatrix sibilatrix (Temminck, 1824) : Brésil, Bolivie, Paraguay, Argentine et Uruguay.

## Habitat
Il fréquente les savanes périodiquement inondées, autant pendant la saison sèche que pendant les périodes humides. On le voit également le long des cours d’eau et des fossés, sur les rives des étangs, des mares et des lacs, dans les boisés inondés et dans les rizières.